# Jean Berthoin

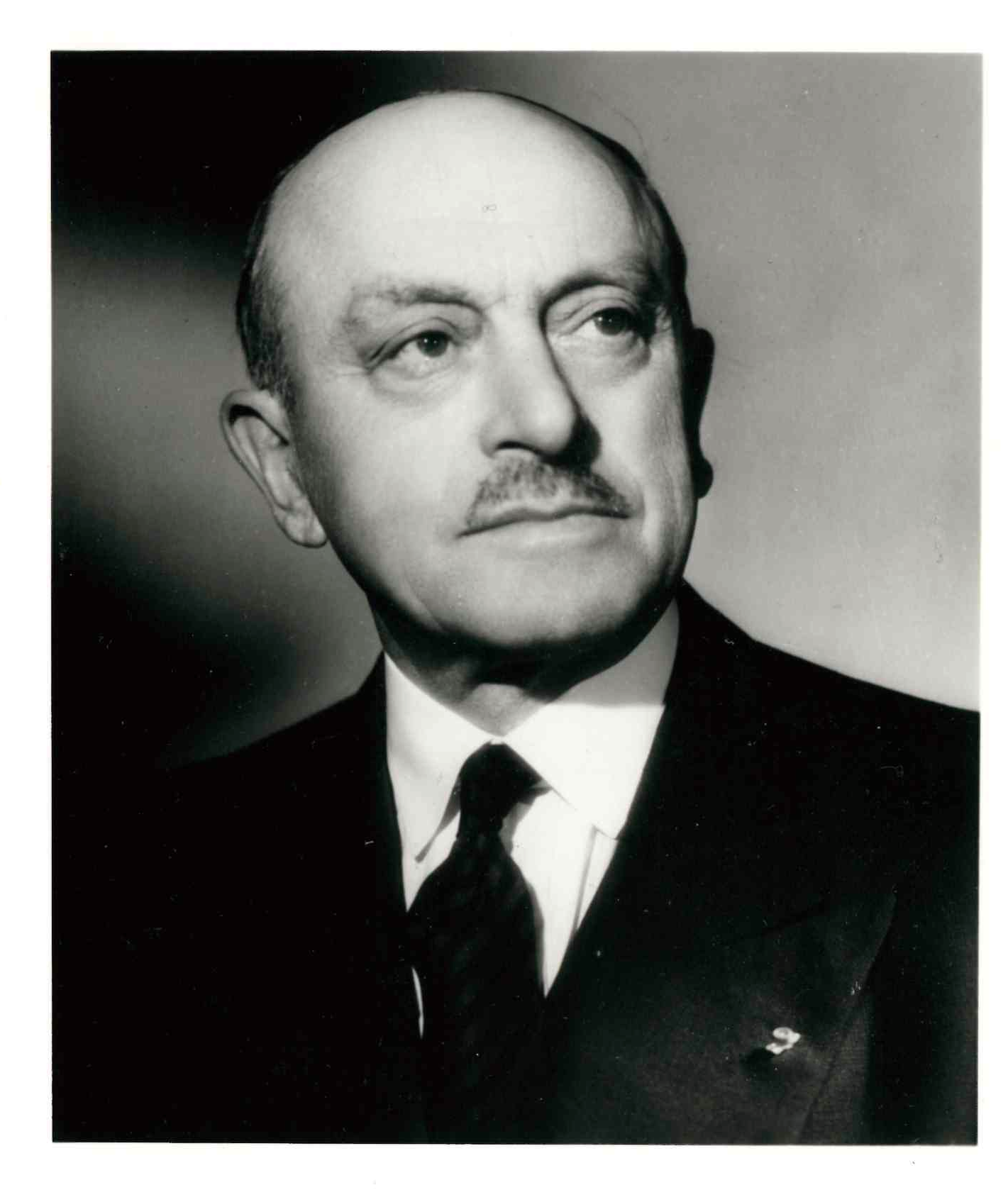
Jean Berthoin

Jean Berthoin, bürgerlich Yves Jean Marie Pierre Berthoin (* 12. Januar 1895 in Enghien-les-Bains (Département Seine-et-Oise); † 25. Februar 1979 in Paris) war ein französischer Politiker.

## Leben
Berthoin wurde am 3. Februar 1934, zum Präfekten der Region Haute-Garonne ernannt. Er wurde am 20. April 1938 zum Staatssekretär und Direktor für Personal und allgemeine Verwaltung  im Innen Ministerium ernannt.
Von 1948 bis 1974 war er Mitglied des Senats für das Département Isère. Er war Staatssekretär für Inneres vom 2. bis 12. Juli 1950. Er war der letzte Bildungsminister der Vierten und erste der Fünften Französischen Republik. Dieses Amt hatte er vom 19. Juni 1954 bis zum 1. Februar 1956 und vom 1. Juni 1958 bis zum 8. Januar 1959 inne. 1958 leitete er als Vorsitzender der Generalkonferenz der UNESCO die 10. Sitzung.
Danach war er noch bis zum 28. Mai 1959 Innenminister.